# Magnus Heunicke
Magnus Johannes Heunicke, né le 28 janvier 1975 à Næstved (Danemark), est un homme politique danois, membre des Sociaux-démocrates (SD). Il est ministre des Transports entre 2014 et 2015, ministre de la Santé entre 2019 et 2022 puis ministre de l'Environnement depuis 2022 et ministre de l'Égalité depuis 2024.

## Biographie
Magnus Heunicke a étudié à l'école de journalisme d'Aarhus. Après ses études, il est journaliste pour Danmark Radio à partir de 2001.
Membre de la Social-démocratie, il occupe plusieurs responsabilités dans des sections de son mouvement de jeunesse dans les années 1990. Il est élu député au Folketing sous les couleurs du parti lors des élections législatives de 2005. Durant son premier mandat, il est vice-président de la commission parlementaire sur la science et la technologie.
Lors du congrès des sociaux-démocrates d'avril 2005, il soutient la candidature victorieuse de Helle Thorning-Schmidt, contre celle de l'ancien ministre de la justice Frank Jensen. En janvier 2007, il devient le porte-parole de son groupe parlementaire sur les thématiques de transport. Il est réélu pour un second mandat lors des élections législatives anticipées de 2007, dans la nouvelle circonscription de Seeland.
Il remporte un troisième mandat au Folketing lors des élections législatives de 2011. Après le scrutin, il devient le porte-parole politique de son groupe parlementaire.
Le 3 février 2014, il est nommé ministre des Transports dans le nouveau gouvernement de Helle Thorning-Schmidt, formé après le départ du Parti populaire socialiste de la coalition. Il quitte le gouvernement après les élections législatives de 2015 qui marquent le retour des sociaux-démocrates dans l'opposition, mais lors desquelles il est réélu pour un nouveau mandat. Après le scrutin, il devient le porte-parole social-démocrate sur les questions de protection sociale et les questions communales.
Il est réélu au Folketing à l'occasion des élections législatives du 5 juin 2019, remportées par le bloc de gauche. Le 27 juin, il est nommé ministre de la Santé et des Personnes âgées dans le gouvernement social-démocrate formé par Mette Frederiksen après le scrutin. Dans ses fonctions, il participe activement à la réponse gouvernementale à la pandémie de Covid-19 au Danemark, un rôle qui fait de lui un des ministres les plus populaires du gouvernement. À l'occasion d'un remaniement ministériel le 21 janvier 2021, il perd le portefeuille des Personnes âgées, transféré à sa collègue Astrid Krag, mais conserve son rôle de ministre de la Santé.
En juin 2021, des milliers d'infirmières se mettent en grève pour réclamer des hausses de salaire. Le 25 août, alors que la grève est l'une des plus longues de l'histoire du pays, Heunicke annonce que le gouvernement va proposer une loi d'urgence pour forcer un accord entre les parties et mettre fin au conflit social, une procédure devant être soutenue par 75 % du Folketing et étant rarement utilisée. La loi est adoptée le 27 août.
Il est réélu au Folketing lors des élections législatives anticipées du 1er novembre 2022. Il reçoit plus de 22 000 votes personnels lors du scrutin, faisant de lui le sixième député le mieux élu du pays. Le 15 décembre, il est nommé ministre de l'Environnement dans le nouveau gouvernement de Mette Frederiksen, résultant d'unn accord de coalition avec le Venstre et les Modérés.
À l'occasion d'un remaniement ministériel le 29 août 2024, il devient ministre de l'Égalité des genres, en parallèle de ses attributions de ministre de l'Environnement.